# Eduard Reibstein
Eduard Wilhelm Hermann Reibstein (* 29. Juni 1875 in Stade; † vermisst seit Verwundung am 26. September 1914) war ein Historiker und Staatsarchivar.

## Leben
Reibstein studierte ab 1895 Geschichte an den Universitäten Tübingen, Berlin, Göttingen und Marburg. Während des Studiums wurde er Mitglied der Burschenschaft Brunsviga Göttingen. Er promovierte im Jahr 1900 in Marburg mit einer Arbeit über „Heinrich Vorrath Bürgermeister von Danzig als hansischer Diplomat“. Seine Archivlaufbahn begann Reibstein als Archivvolontär im Mai 1900 im Staatsarchiv Marburg. Zwei Jahre später, im Mai 1902 wechselte er an das Geheime Staatsarchiv Berlin. Anschließend wurde er im Oktober 1903 als Archivhilfsarbeiter an das Staatsarchiv Königsberg versetzt. Weitere Stationen seiner Archivarslaufbahn waren Mai 1904 das Staatsarchiv Danzig, Juni 1905 das Staatsarchiv Magdeburg, Juli 1906 das Staatsarchiv Düsseldorf und im April 1908 das Staatsarchiv Osnabrück. Dort blieb er drei Jahre, ehe er im Juni 1911 an das Staatsarchiv Breslau versetzt wurde. Letzte Station war im März 1913 das Staatsarchiv Koblenz.

## Schriften (Auswahl)
- Heinrich Vorrath, Bürgermeister von Danzig, als hansischer Diplomat. (= Dissertation Marburg 1900). A. W. Kafemann, Danzig 1900.